# Teorema di Fréchet-Kuratowski
In matematica, il teorema di Kuratowski-Wojdysławski o teorema di Fréchet-Kuratowski, che prende il nome da Kazimierz Kuratowski e Maurice René Fréchet, stabilisce che ogni spazio metrico può essere incluso in un particolare spazio di Banach. Questa inclusione permette di vedere ogni spazio metrico come sottoinsieme di uno spazio di Banach, permettendo così costruzioni che sfruttano le proprietà degli spazi di Banach che non sono condivise da tutti gli spazi metrici (la struttura lineare, la connessione, la completezza).
Introdotta da Kuratowski, una variante molto simile si ritrovava già in pubblicazioni precedenti di Fréchet, dove l'inclusione viene usata per esibire {\displaystyle \ell ^{\infty }}come uno spazio separabile "universale" (notando però che non è esso stesso separabile) e per costruire una metrica generale su {\displaystyle \mathbb {R} } come immagine reciproca della metrica su una curva di Jordan.

## Il teorema
Se {\displaystyle (X,d)} è uno spazio metrico, {\displaystyle x_{0}} è un punto in {\displaystyle X} e {\displaystyle C_{b}(X)} denota lo spazio di Banach delle funzioni limitate e continue a valori reali su {\displaystyle X} munito della norma uniforme, allora la mappa {\displaystyle \Phi :X\rightarrow C_{b}(X)} definita da:
{\displaystyle \Phi (x)(y)=d(x,y)-d(x_{0},y)\qquad \forall x,y\in X}
è una isometria. Si noti che questa inclusione, talvolta nota come inclusione di Kuratowski, dipende dalla scelta del punto {\displaystyle x_{0}}, e non è quindi del tutto canonica.
Il teorema di Fréchet-Kuratowski afferma che ogni spazio metrico limitato {\displaystyle X} è isometrico ad un sottoinsieme chiuso di un sottoinsieme convesso di un qualche spazio di Banach. Si nota che l'immagine di questa inclusione è chiusa in un sottoinsieme convesso, non necessariamente in uno spazio di Banach. Qui si usa l'isometria {\displaystyle \Psi :X\rightarrow C_{b}(X)} definita da:
{\displaystyle \Psi (x)(y)=d(x,y)\qquad \forall x,y\in X}
Il convesso menzionato sopra è l'inviluppo convesso di {\displaystyle \Psi (X)}.